# Ла Кава, Грегори
Грегори Ла Кава (англ. Gregory La Cava; 10 марта 1892 — 1 марта 1952) — американский кинорежиссёр итальянского происхождения, наиболее известный своими фильмами 1930-х годов, в том числе «Мой слуга Годфри» и «Дверь на сцену», за которые он был номинирован на премию «Оскар» за лучшую режиссуру.

## Биография
Родился в Тоуонде (Пенсильвания, США), учился в Чикагском институте искусств и Лиге студентов-художников Нью-Йорка.
В 1913 году Ла Кава начал подрабатывать в студии аниматора Рауля Барре. К 1915 году он стал одним из создателей анимационного сериала «Охотники на ворчунов» (ит.).
К 1922 году Ла Кава стал постановщиком игровых фильмов. В 1937 году нью-йоркские кинокритики отметили Ла Каву своей наградой за работу над фильмом «Дверь на сцену» (англ.). Его производительность резко упала в 1940-х, и он официально снял только один фильм после 1942 года, «Жизнь на широкую ногу» с Джином Келли (1947). В 1948 году Грегори должен был стать режиссёром комедии «Одно прикосновение Венеры», но предполагаемая исполнительница главной роли Мэри Мартин, также игравшая эту роль на Бродвее, забеременела, права на постановку были переданы другой киностудии. Мартин заменили на Аву Гарднер, а Ла Кава вскоре был отстранён от съёмок из-за прогрессирующих проблем с алкоголем.
Ла Кава умер за девять дней до своего 60-летия 1 марта 1952 года в Малибу. Его останки были похоронены на кладбище «Часовни сосен» в Калифорнии.
В 1960 году на голливудской «Аллее славы» появилась звезда имени Грегори Ла Кавы.